# Lava (film, 1985)
Pour les articles homonymes, voir Lava.
Pour plus de détails, voir Fiche technique et Distribution.
Lava est un drame du cinéma indien, en langue hindi, réalisé en 1985, par Ravindra Peepat. Le film met en vedette Dimple Kapadia, Raj Babbar (en), Rajiv Kapoor (en) et Asha Parekh.

## Fiche technique
Sauf indication contraire, les informations mentionnées dans cette section peuvent être confirmées par la base de données cinématographiques IMDb,  présente dans la section « Liens externes ».
- Titre : Lava
- Réalisation : Rahul Rawail
- Scénario : Anees Bazmee - Vinay Shukla (en) - Ravindra Peepat
- Langue : Hindi
- Genre : Drame
- Durée :
- Dates de sorties en salles :
  -  Inde : 18 janvier 1985